# 塞提一世墓
塞提一世墓，又名KV17 ，是埃及帝王谷內第十九王朝法老塞提一世的陵墓，由義大利考古學家乔瓦尼·巴蒂斯塔·贝尔佐尼於1817年發現。也被称为“贝尔佐尼之墓”、“阿匹斯之墓”或“尼科伊斯之子普萨米斯之墓”。
塞提一世墓裝飾華麗，且是帝王谷中規模最大、最深的陵墓。

## 设计

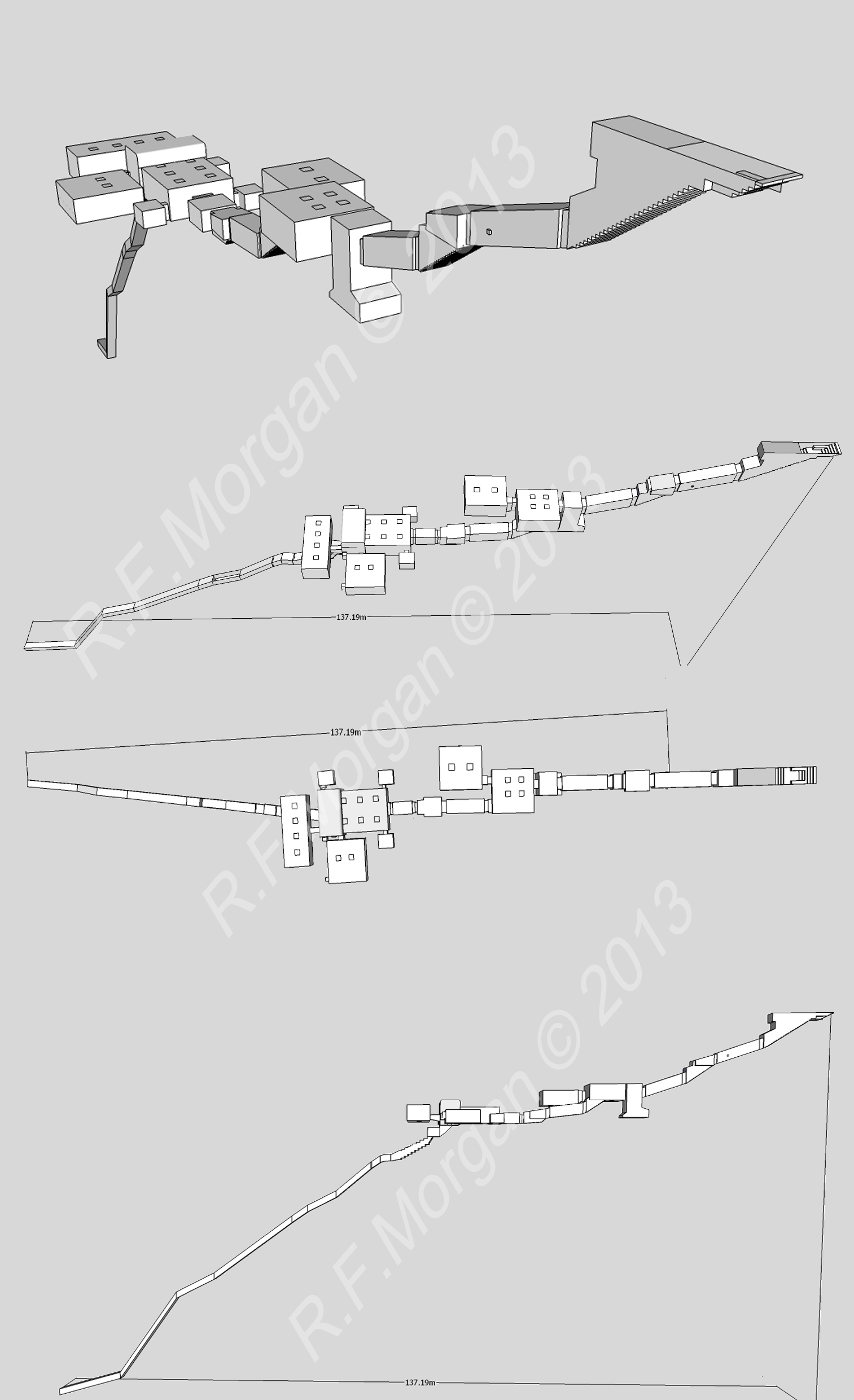
陵墓示意图

塞提一世墓全長約137公尺，在KV5（拉美西斯二世子嗣之墓）被發現前，其曾被認為是帝王谷中最長的陵墓。此墓共有十數間墓室與側室，當中的浮雕大多保存完好。

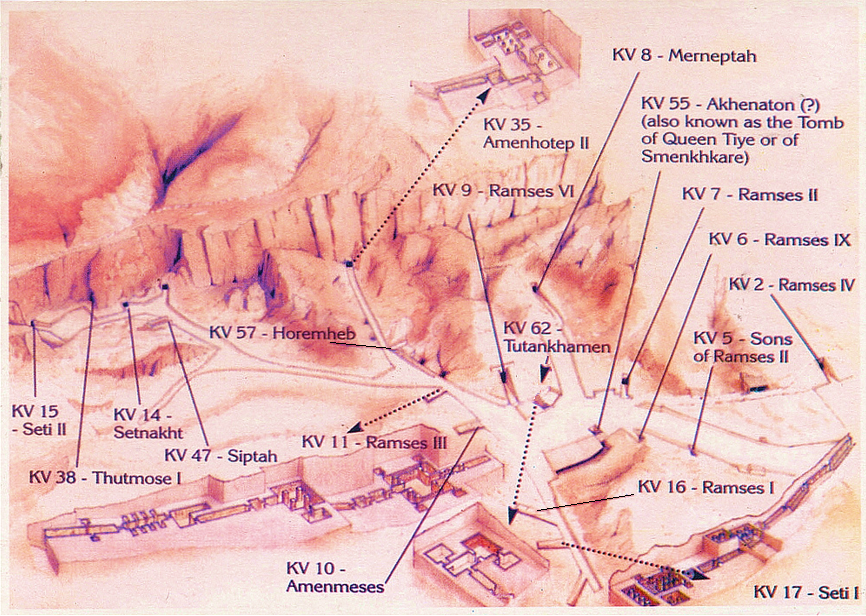
帝王谷地图

該陵墓的設計採用「曲軸（joggled axis）」建築風格：陵墓入口的下行通道在經過第一間房後，坡度線會出現一個「折彎」，隨即轉變為更陡的下降角度進入墓室。入口部分由四條走廊（A–D）組成，逐漸深入地下；牆上有多幅壁畫，既有傳統宗教圖像，也有賽提一世（Seti I）在太陽神拉（Ra）面前的畫面。再往內，F、Fa、J、Jb、Jc 與 Jd 等房間有雕刻精細的支撐柱，並保留了完好的裝飾。
與帝王谷許多早期陵墓相同，E室的地面上切有一個豎井。
從墓室棺槨所在位置下方，有一條K走廊的隧道向下延伸。1960年首次挖掘時，清理出近136公尺的隧道，但由於隧道穿過的岩質脆弱，為安全起見挖掘被迫中止。2007至2010年，埃及最高文物委員會進行二次挖掘，安裝了鋼製支撐與運送碎石的軌道系統。在隧道中發現兩道階梯，並在第二道階梯底部突然中斷。隧道總長為174公尺。

### 装饰
入口走廊（B–D 走廊）裝飾繁複，佈滿法老的象徵圖案，例如真理與秩序女神玛亚特的符號，以及賽提的王名與頭銜列表。其中一間後殿描繪開口儀式，這是古埃及人相信藉由宗教法術讓木乃伊的喉嚨與肺重新開啟，得以在來世呼吸的重要儀式。雖然該圖像並不完整，但仍能展現古埃及宗教體系中確保亡者安全進入來世的各種儀式。
墓穴更深處，還有許多賽提與眾神同在的畫面。F室中還有賽提與哈索尔、荷鲁斯、涅伊特的畫像，並有完整的《地狱之书》壁畫。

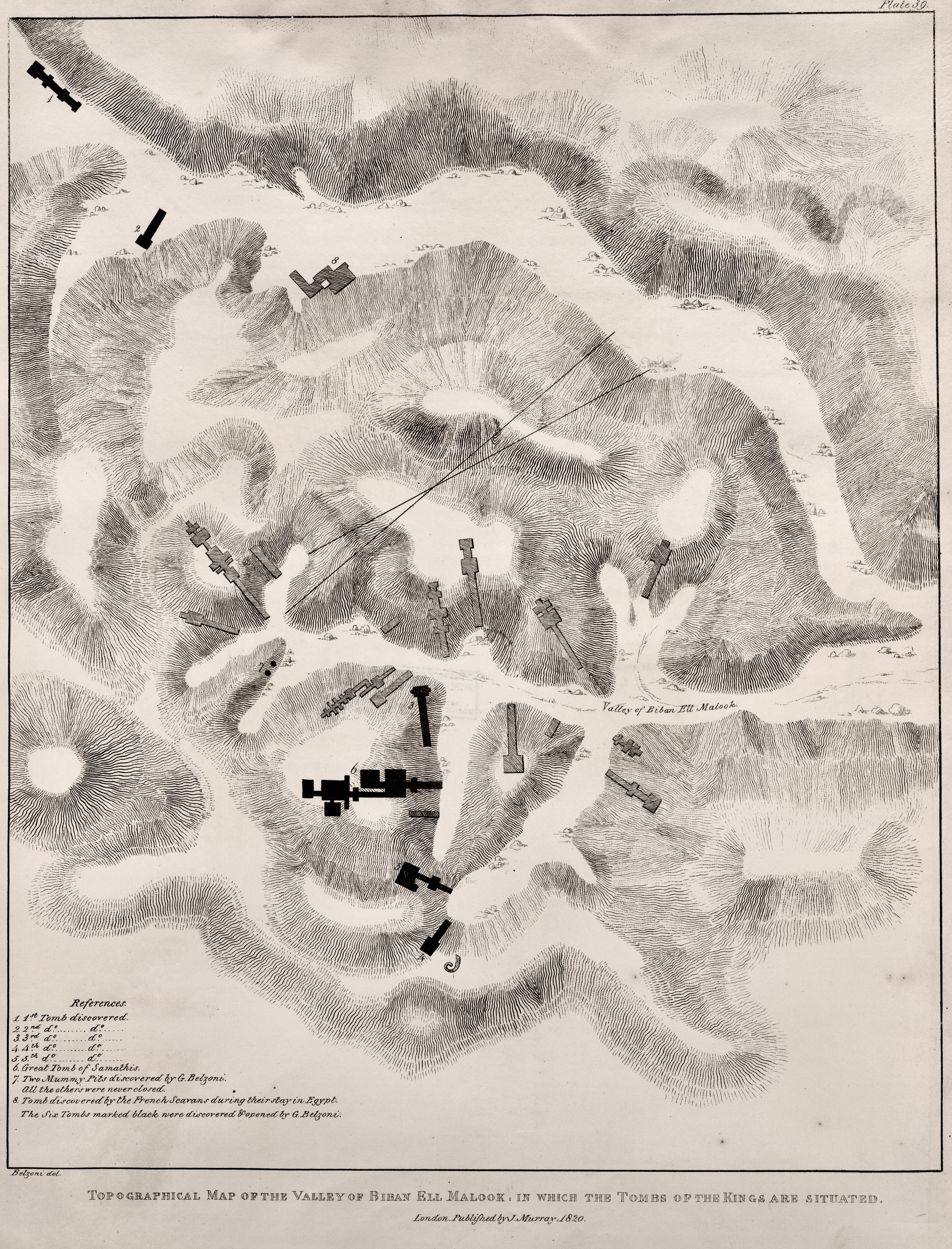
贝尔佐尼在帝王谷的发现地图。KV17标记为“6. 萨玛蒂斯大墓”。

陵墓從地面到天花板覆蓋著精緻的壁畫與浮雕。拱形墓室的天花板描繪了一系列天文圖案：深藍色背景上點綴著金色星辰。其他裝飾多為宗教題材，包括《拉之連禱》、《死者之书》、《來世之書》、《天牛之書》，以及賽提與各神靈的場景，也有賽提單獨站在房間柱間的圖像。每個房間的牆面與天花板都裝飾華麗，配有多根立柱與地腳線。由於時間侵蝕與考古挖掘的破壞，許多地腳線已受損。
陵墓部分天花板以金色星辰與深藍天空繪飾，這是埃及廟宇與陵墓常見的裝飾圖案。在賽提的陵墓中，有許多房間採用這種設計，例如側殿 Jb 就在藍天金星的天花板下繪有《來世之書》。墓中各室主題鮮明、裝飾豐富，彼此各具特色。

## 考古与保护
1817年10月16日，意大利探险家、埃及学家乔瓦尼·巴蒂斯塔·贝尔佐尼发现这座古墓。进入古墓后，贝尔佐尼发现此墓壁画保存完好，墙上的颜料依然崭新，地板上还留着颜料和画笔。:107贝尔佐尼在墓室旁的侧室里发现了一头木乃伊化的阿匹斯，因此这座古墓又名“阿匹斯墓”。

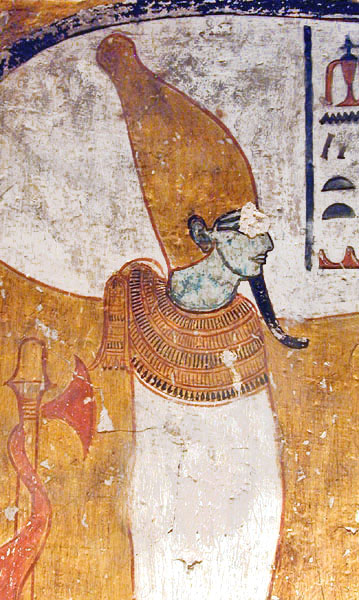
塞提一世墓中的歐西里斯

在貝爾佐尼發現陵墓時，被確認為賽提一世的遺體並不在他的石棺內，而是在皇家藏匿墓DB320中，與另36具木乃伊一同被發現。他的石棺（可能是內棺或次棺）與木乃伊本身都受到嚴重損壞。學者推測，不同王朝的祭司曾多次嘗試修復他的陵墓與石棺，但最終在第二十二王朝首位法老舍顺克一世在位的第11年時，將他的木乃伊移至DB320。
1817年時，貝爾佐尼打算將塞提一世石棺出售給大英博物館，但後以2000美元售予建築師约翰·索恩爵士，如今收藏於倫敦的約翰·索恩爵士博物館。
在1950、60年代之前，陵墓的大部分結構損壞，其實源於貝爾佐尼的行動。為了將埃及藝術品運回歐洲，貝爾佐尼破壞了陵墓內許多裝飾。他曾使用所謂的「擠模」（squeeze）技法：將濕蠟、石膏或紙張直接壓在浮雕上，待乾燥後取下，就能得到浮雕的印痕，但同時也會讓顏料一同剝落，造成嚴重損壞。除了「擠模」，他還直接鑿下大塊浮雕運走、清理原本堵住山洪的碎石，結果導致陵墓進水，入口與多處結構因此遭到破壞。
塞提一世石棺外層，由英國領事亨利·索尔特指示移除，自1824 年起收藏於約翰·索恩爵士博物館。羅塞塔石碑的破譯者商博良在 1828、29年探險時，拆走了一塊長2.26公尺、寬1.05公尺的牆板，上面刻有對稱的場景。這些文物後來被他的同伴伊波利托·羅塞里尼和1845年德國探險隊的卡尔·理查德·莱普修斯移走，如今收藏於卢浮宫博物馆、佛羅倫斯埃及博物館以及柏林新博物馆等地。
1950與1960年代後期的考古挖掘，因改變了周圍岩層的濕度，使陵墓部分牆體出現裂縫或坍塌:25-30。
進入21世紀後，開始有多項保存計畫，包括底比斯測繪計畫（Theban Mapping Project）、Maidan 計畫，以及由 Factum 基金會（Factum Foundation）進行的牆面浮雕雷射掃描，讓陵墓內得以讓大眾看見。2002年，陵墓的3D掃描檔釋出，觀眾可以透過一系列3D影像「走進」陵墓。
2017 年，Factum 基金會為數位保存技術製作了陵墓中兩個房間的複製品，分別為「美之殿」（Hall of Beauties）與「J 廳」（Pillared Hall J）。 

## 觀光
此墓因挖掘考古與觀光等因素造成的破壞，官方曾一度限制參觀，直至2025年才重新開放。

## 相片

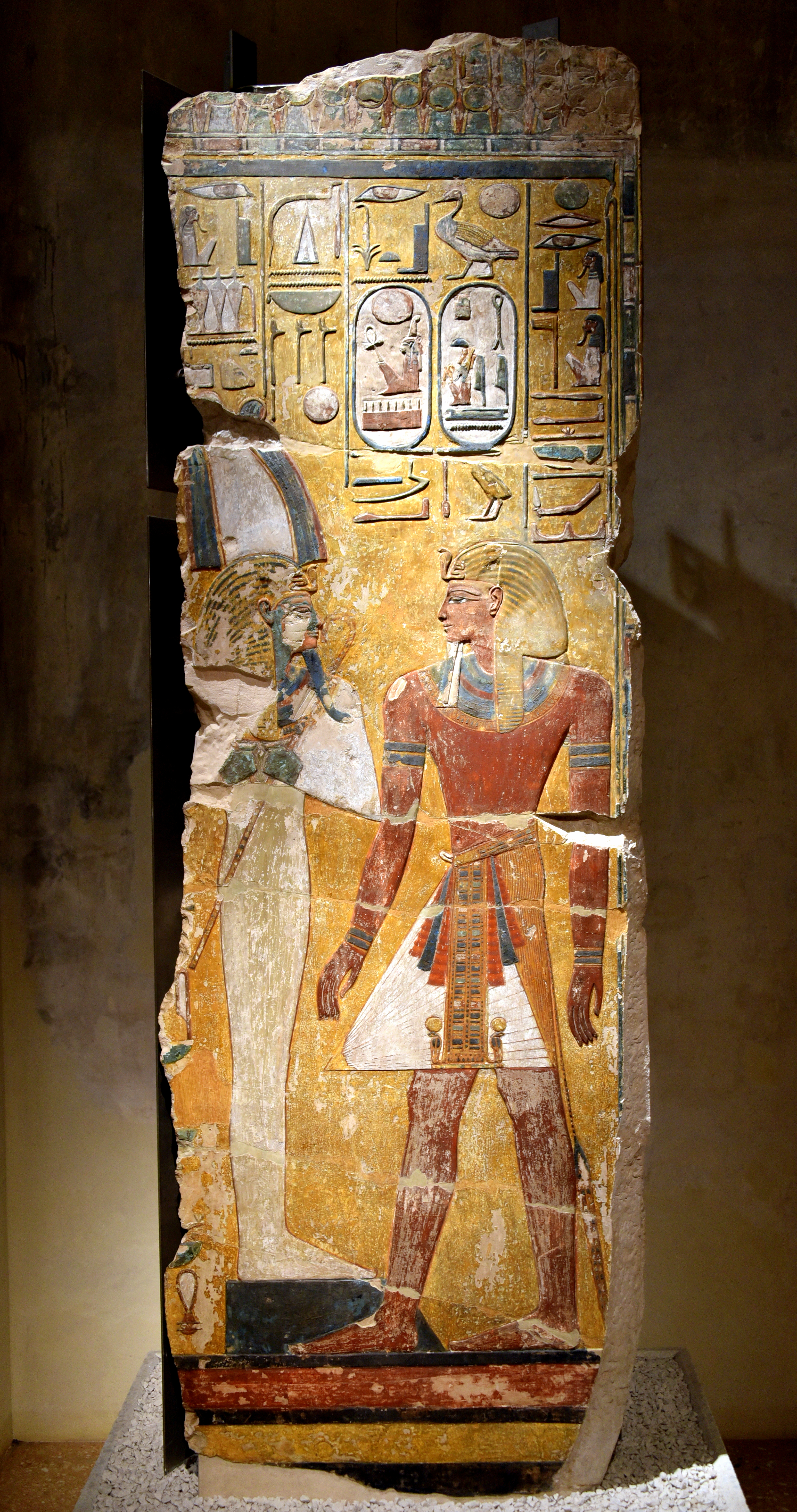
法老塞提一世與歐西里斯壁画
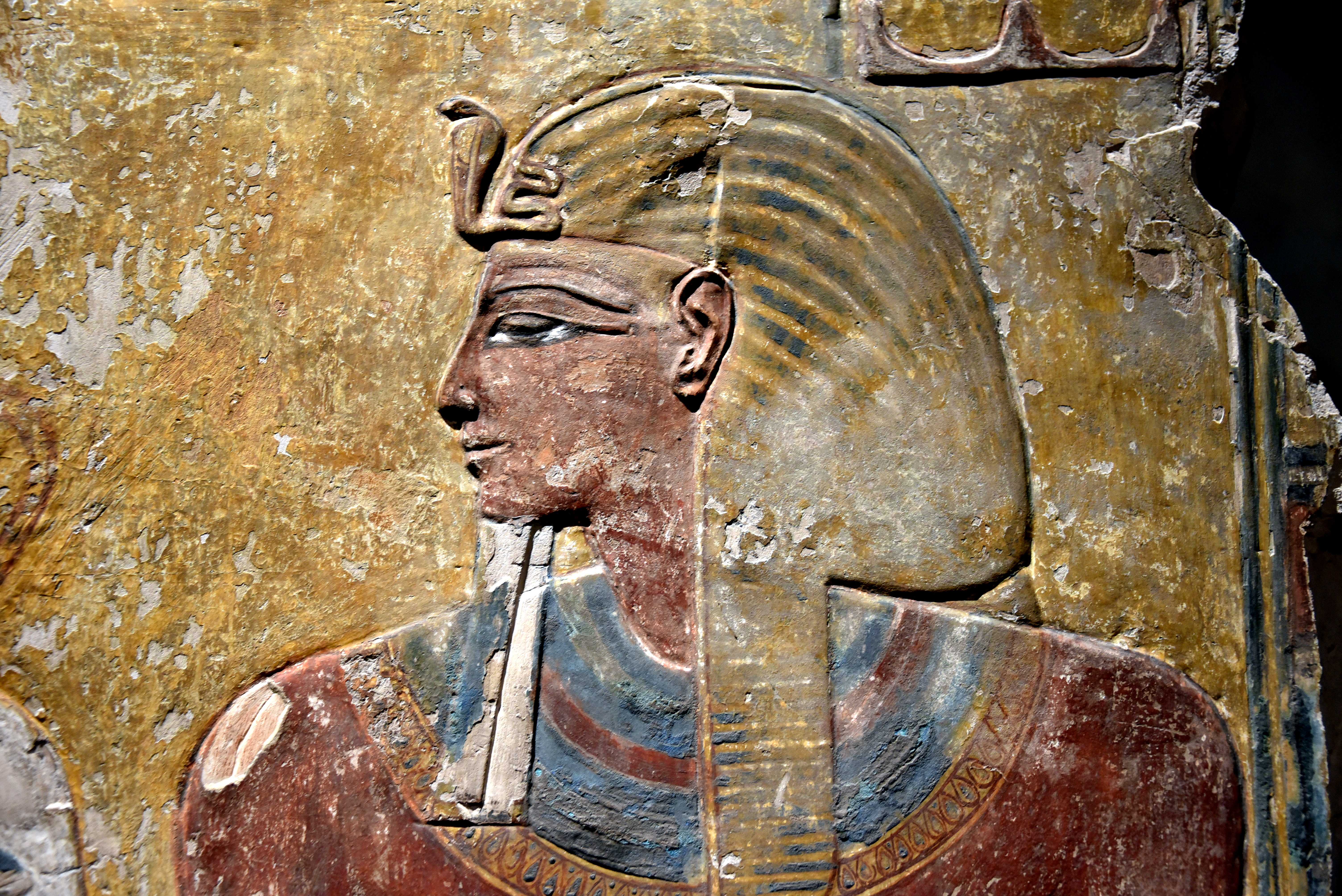
法老塞提一世壁画
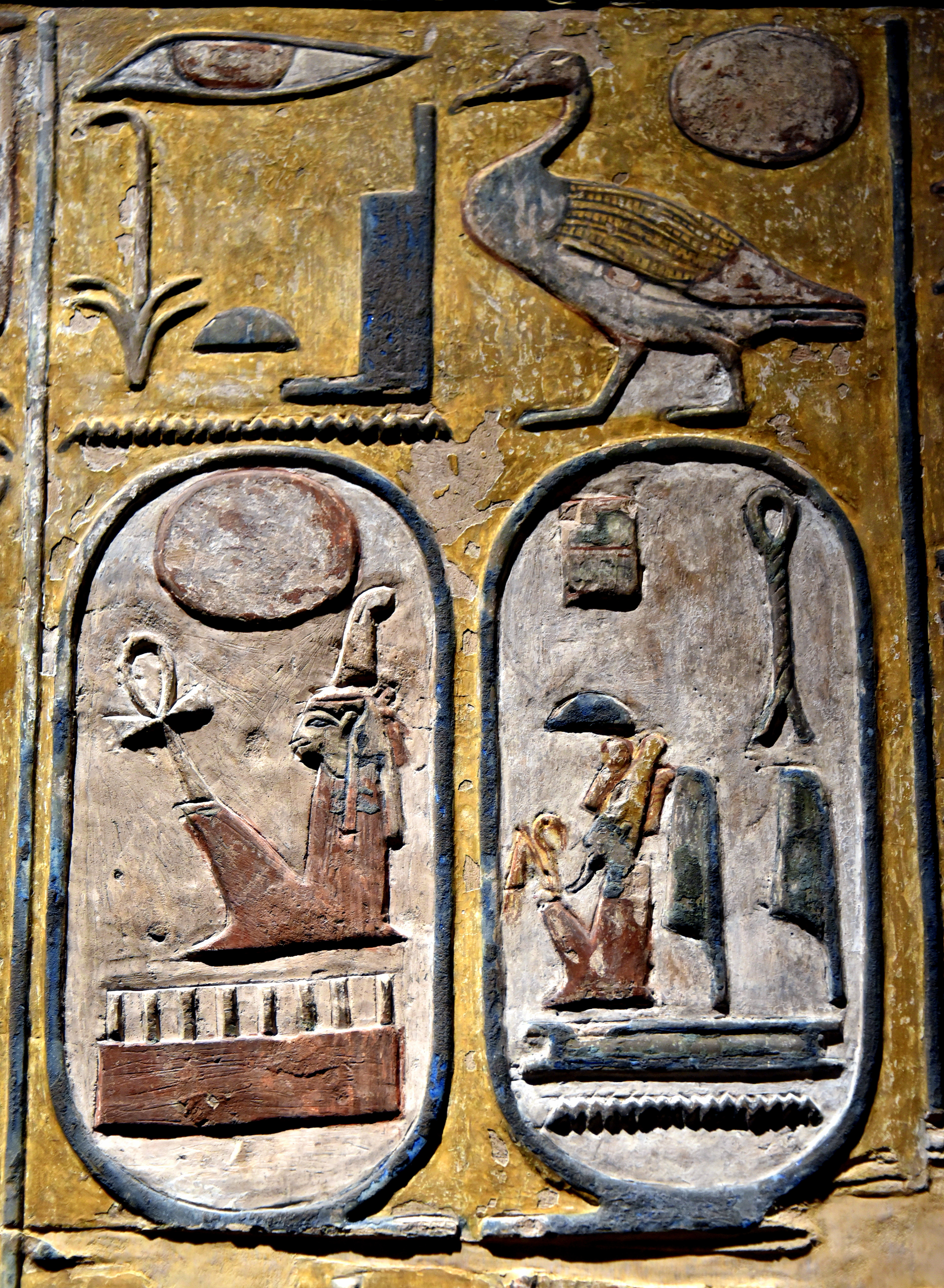
塞提一世的诞生和王位饰带
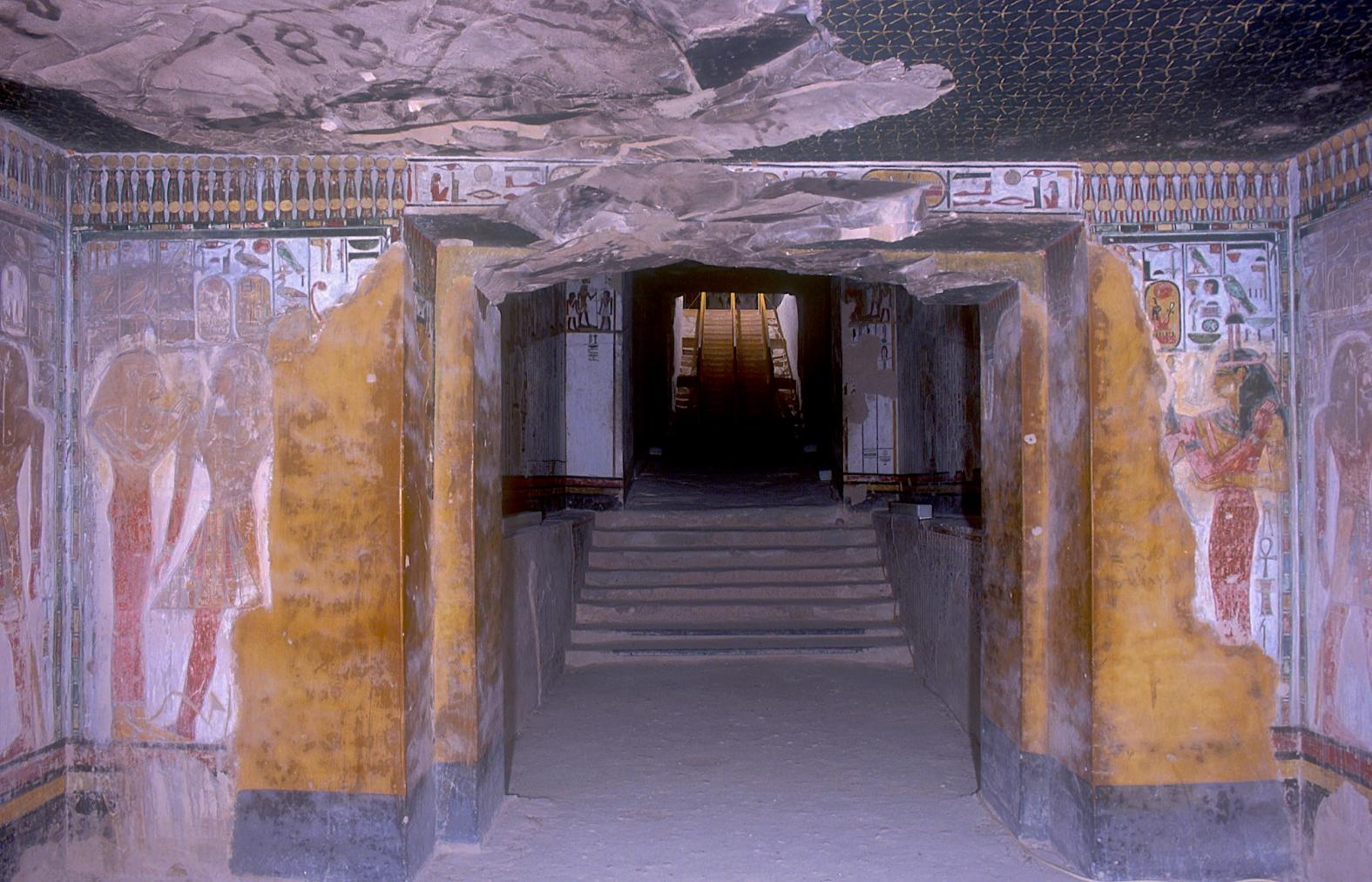
塞提一世陵墓第一室的天花板
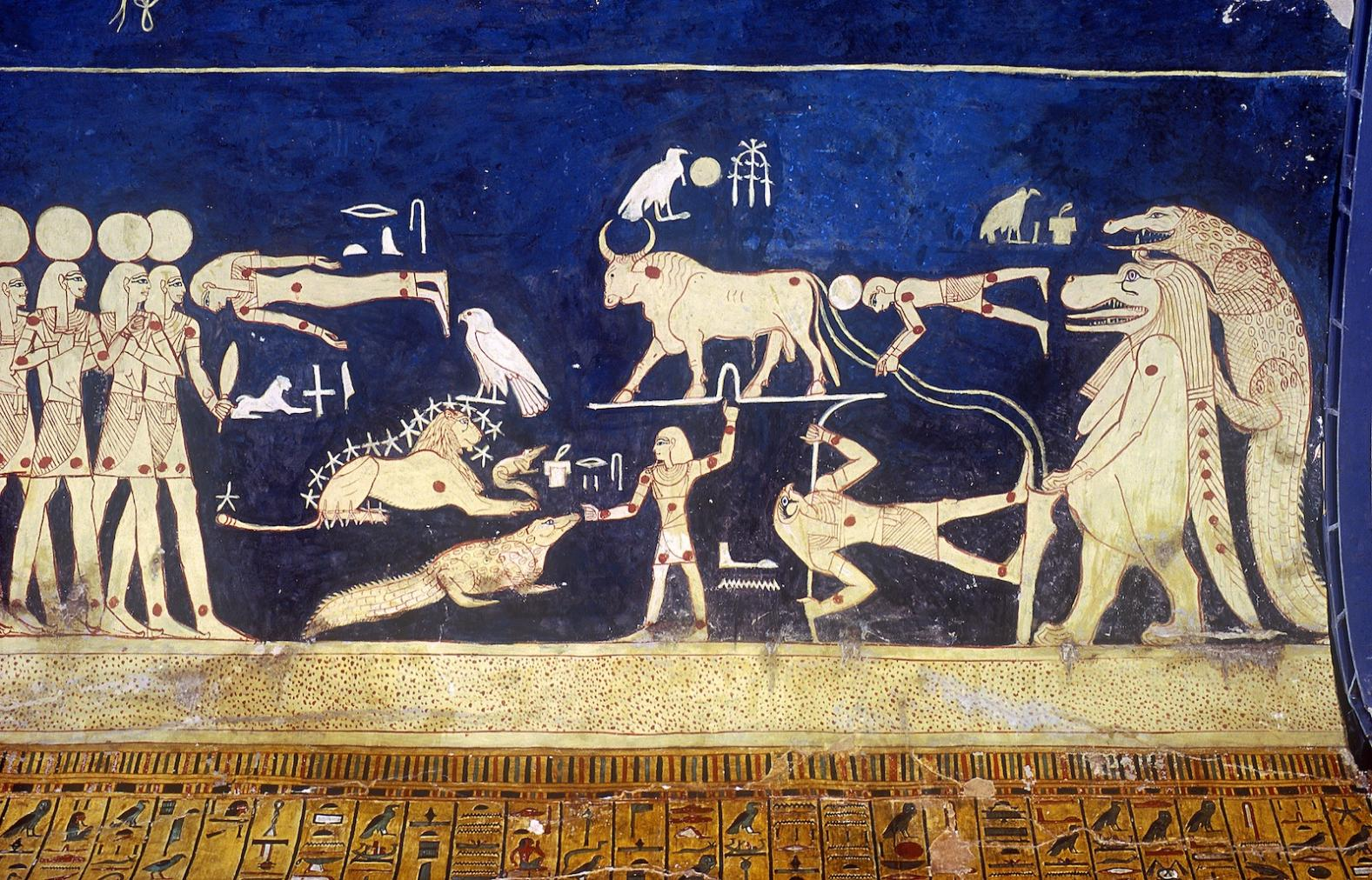
J廳墓室天花板上的拱極星和星座
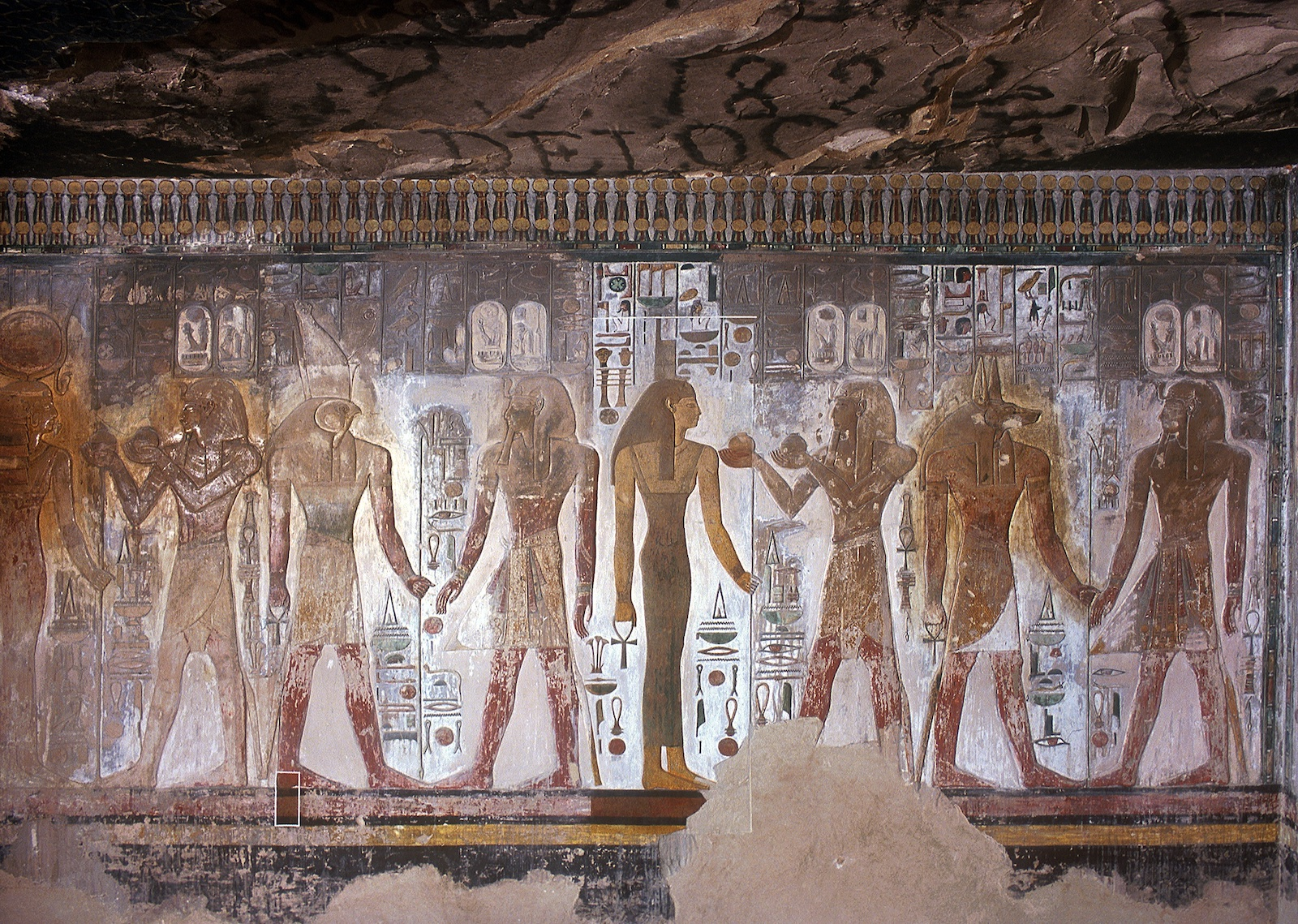
墓穴局部，可见涂鸦的磨损痕迹，以及塞提一世与眾神
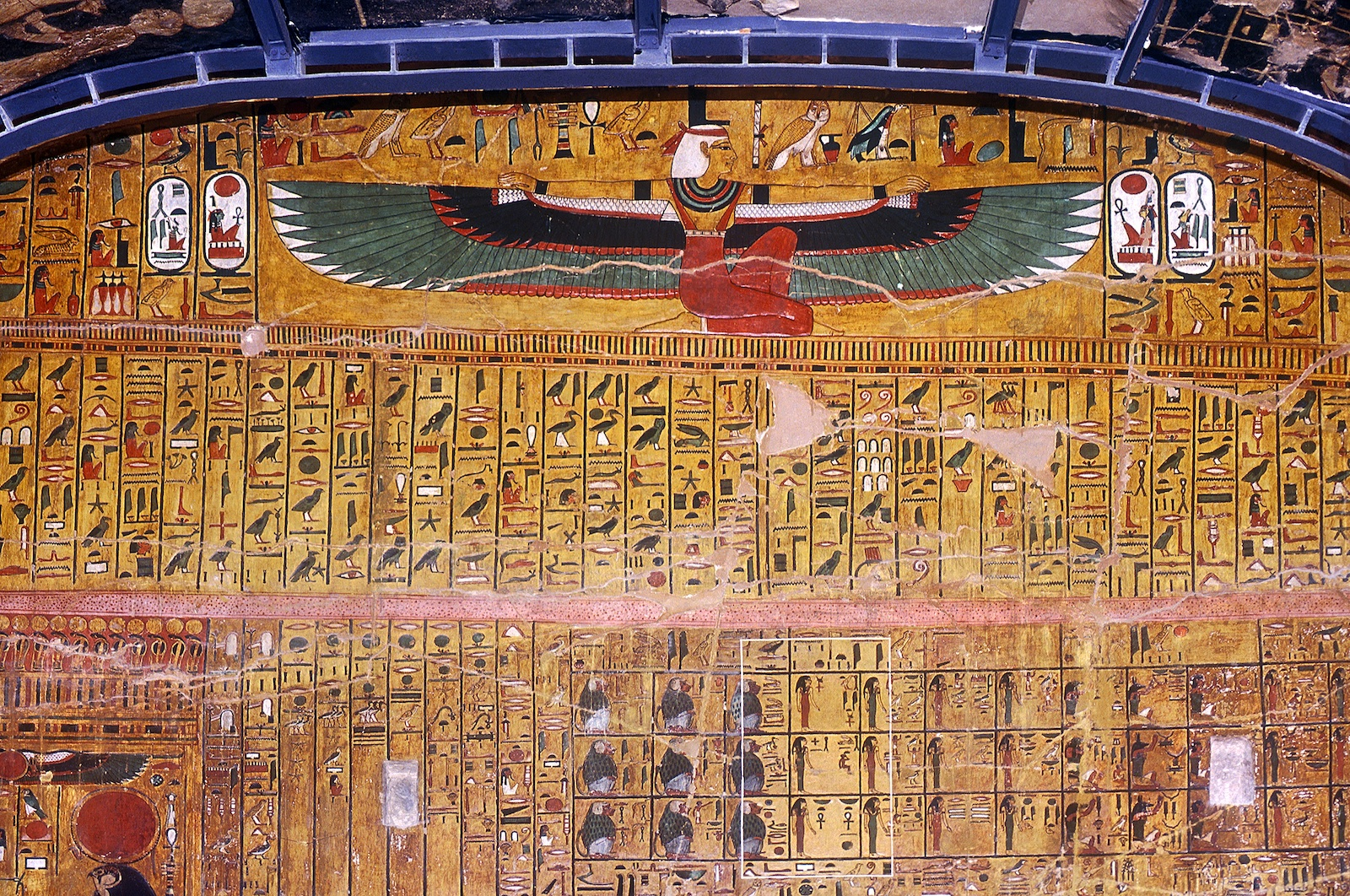
時禱書以及长着翅膀的伊西斯

## 外部連結
- 底比斯地图計畫：KV17
- 360°全景虚拟参观塞提一世墓